# هليهيد ماونتين (تريرددور)
هليهيد مونتين (تريرددور) (بالإنجليزية: Holyhead Mountain)‏ هي جبل تقع في المملكة المتحدة في Anglesey, UK. يقدر عدد سكانها  وترتفع عن سطح البحر 220 متر.